# Vicent Tomàs i Martí

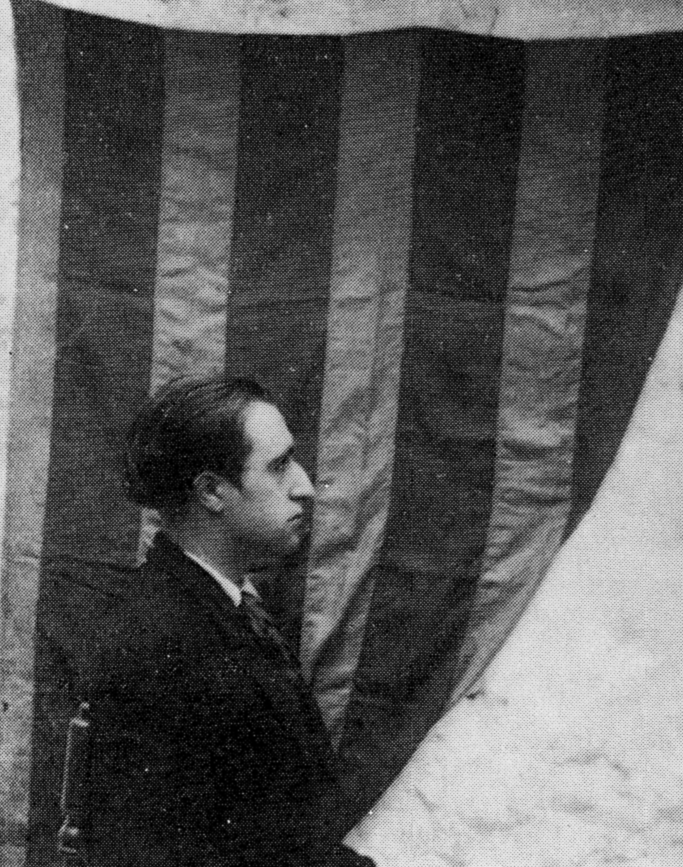
Vicent Tomàs i Martí hacia 1920.

Vicent Tomàs i Martí (Artana, Plana Baja, 1898-1924) fue un político nacionalista valenciano y escritor. Fundó en 1919 la Lliga de Solitaris Nacionalistes y la revista El Crit de la Muntanya como su medio de difusión. El historiador Alfons Cucó lo considera «uno de los personajes más conscientes y activos de estos años [de 1918 a 1923]» y el también historiador Vicent Baydal como «el joven apóstol del valencianismo que quiso sacudir el campo valenciano».

## Biografía
Nacido en Artana (comarca de la Plana Baixa), estudió medicina en Barcelona (1917-1918) y en Valencia (1918-1923), donde se licenció. En la capital catalana frecuentó los círculos literarios de Pompeu Gener. Fue nombrado «delegado perpetuo» en Valencia de la Unió Catalanista (1918), cargo meramente honorífico. Y participó en la fundación en 1919 de la Agrupació Nacionalista Escolar. Poco antes había colaborado en La Voz de la Plana (1916), con escritos influenciados por Prat de la Riba, Rovira i Virgili y Eduard Martínez Ferrando.
A su vuelta a Valencia comenzó a colaborar con La Correspondencia de Valencia, el órgano de Unió Valencianista Regional. Su primer artículo lo publicó en julio de 1918, con sólo veinte años de edad, y en él ya aparece definido su proyecto político: extender el nacionalismo valenciano al ámbito rural. «Que escuchen la buena nueva los abnegados labriegos de nuestras privilegiadas huertas y los austeros de nuestras montañas. Y para esta labor nadie más indicado que los escolares, pues bien por habitar en pueblecitos o tener facilidades de ir a ellos, están en mejor situación para predicar nuestros principios. […] En toda nacionalidad han sido los estudiantes el principal factor de la lucha libertadora», escribió. En agosto del año siguiente publicaba un nuevo artículo titulado «El cansancio» en el que describía la situación de desánimo que estaba viviendo en aquellos momentos el movimiento nacionalista valenciano: «Caminar por un sendero espinoso, siempre adelante, como el judío legendario que vaga maldito y no sabe nunca cuando aparecerá su meta, si está cercana o remota, si la veremos al siguiente amanecer o nunca en nuestra vida mortal, parece desesperante. Y esto pasa en el nacionalismo valenciano».
Para acabar con ese «cansancio» Tomàs i Martí, fundó ese mismo año de 1919 la Lliga de Solitaris Nacionalistes (denominada inicialmente Lliga Espiritual de Solitaris Nacionalistes del Reialme de València). Una respuesta a la incapacidad de la ciudad de Valencia de vertebrar y renovar el valencianismo afrontando los múltiples problemas socioeconómicos, políticos y culturales valencianos. «La ciudad vista desde el campo da náuseas», escribió en enero de 1921. Así, según Alfons Cucó, «el esfuerzo de Tomàs i Martí se encaminó a crear una plataforma cívica y política que fuese capaz, en principio, de superar el aislamiento de los medios rurales». Una valoración que es compartida por Vicent Baydal: el objetivo de Tomàs i Martí fue «unir a todos los valencianistas aislados de las comarcas y fortalecer así el nacionalismo valenciano, que hasta entonces había sido fundamentalmente urbano». Y para ello contó con la colaboración de otro «solitari nacionalista», el maestro de escuela de Benassal (comarca del Alt Maestrat) Carles Salvador.

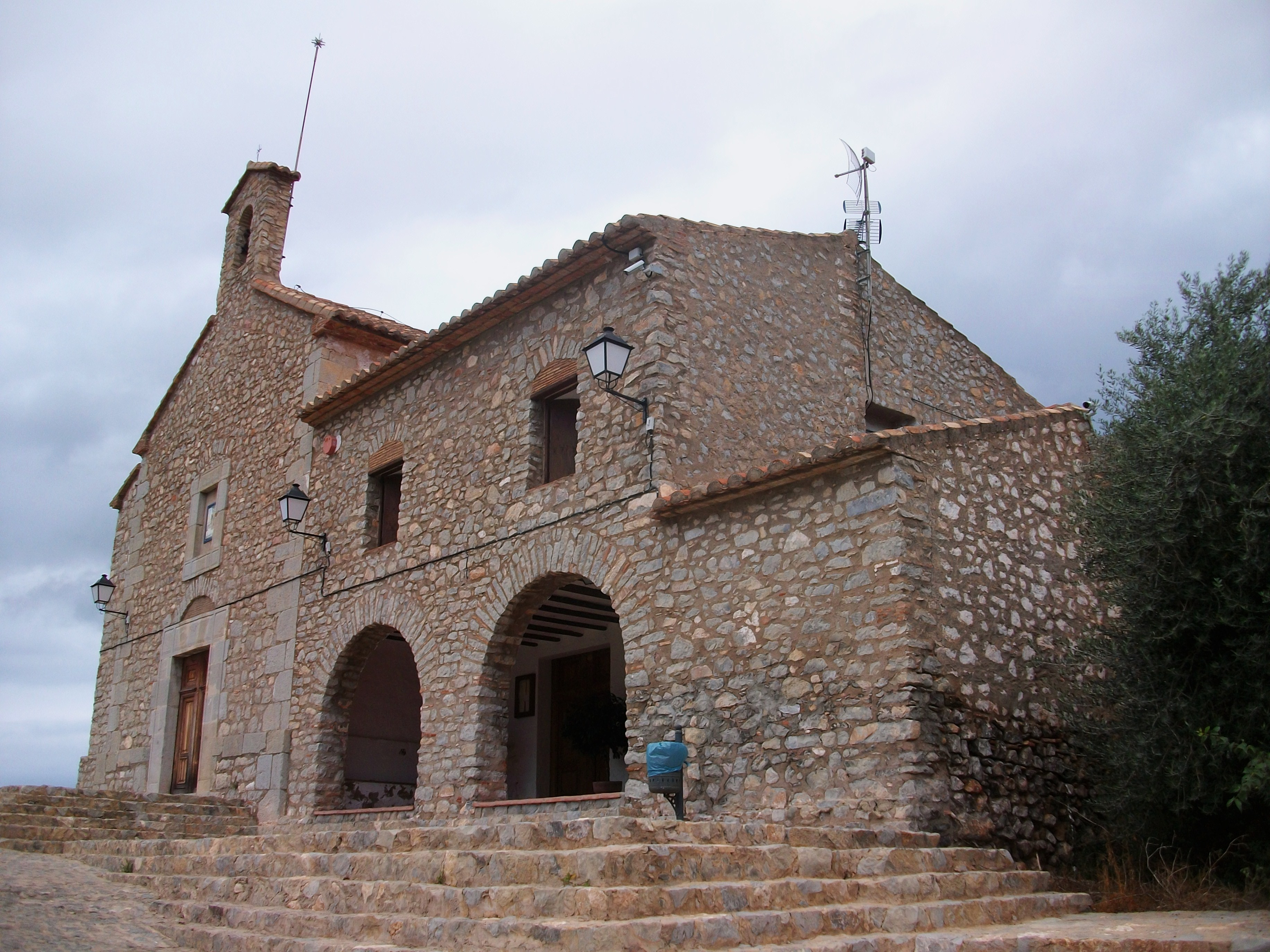
Ermita de Sant Antoni de Betxí donde se celebraron los cuatro Aplecs de Solitaris Nacionalistes (de 1920 a 1923).

Para reunir a todos los «solitaris nacionalistes» se convocaron cuatro Aplecs anuales entre 1920 y 1923 en la ermita de Sant Antoni de Betxí (comarca de la Plana Baixa). Las líneas básicas que guiaban la actividad de la Lliga se concretaron en el II Aplec de Solitaris Nacionalistes celebrado en julio de 1921 que incluía desarrollar una campaña de afirmación y de expansión lingüística, en estrecha colaboración con la Associació Protectora de l'Ensenyança Valenciana promovida por Carles Salvador y que había recibido la adhesión de un grupo de maestros, por lo que su centro de acción se situaría en Benassal. Y también dedicar una atención específica a los problemas agrarios —para lo que se contaba con la revista mensual «valencianista agraria» El Crit de la Muntanya—, defendiendo «una política nueva, la verdadera política del campo, aquella que no tenga más objeto que enaltecer la Agricultura, que es el medio de vida de todos». Sobre esto último El Crit de la Muntanya publicó en noviembre de 1922 un artículo titulado «La renaixença agrària» en el que decía: «Una aspiración material solo no es bastante... Reivindicar el precio de las algarrobas, de las naranjas o del arroz, es muy parcial, si no incluye la aspiración a reivindicar la personalidad de Valencia. Mendigar mejoras de un gobierno y no actuar para derrocar este gobierno cuyas injusticias da lugar a que le mendiguen, es bien poco viril».
En marzo de 1923 junto con Adolf Pizcueta recuperó la cabecera Pàtria Nova para convertirla en el medio de difusión del sector disidente de Unió Valencianista Regional, que Tomàs i Martí y Pizcueta encabezaban, y que se oponía a la orientación derechista y promonárquica que el sector mayoritario, dirigido por Eduardo Martínez Sabater y Salvador Ferrandis Luna, estaba dando a la organización y a su órgano de prensa La Correspondencia de Valencia. Desde sus páginas denunciaron la «evolución regresiva» de este diario.
La ruptura con el sector derechista de la Unió fue definitiva cuando esta, siguiendo el ejemplo de la Lliga Regionalista catalana, decidió apoyar el golpe de Estado de Primo de Rivera del 13 de septiembre de 1923 que dio paso a la Dictadura. El 14 de septiembre La Correspondencia de Valencia saludaba con gran alegría el golpe, coincidiendo con el diario conservador Las Provincias. Al día siguiente Pàtria Nova publicó su último número. Un año después moría, a los veinticinco años de edad, Vicent Tomàs i Martí.

## Obras
- Flor de drap (1920)
- Campanes de la meva terra (1920)